# Dactylaria acicularis
Dactylaria acicularis är en svampart som beskrevs av O. Rostr. 1916. Dactylaria acicularis ingår i släktet Dactylaria, ordningen disksvampar, klassen Leotiomycetes, divisionen sporsäcksvampar och riket svampar.   Inga underarter finns listade i Catalogue of Life.